# Jamagne
La Jamagne è un fiume francese che scorre nel dipartimento dei Vosgi  nella regione del Grande Est (nell’antica regione della Lorena) e che sfocia nella Vologne.

## Toponimo
Detto anche Jamoigne, il suo nome proviene dalla parola celtica Gamundias o Gamunnias, che significa buca, imboccatura o apertura.

## Geografia
Ha origine dal lago di Gérardmer, di cui è emissario. Al tempo della glaciazione Würm nacque il lago a causa di uno sbarramento ad ovest, motivo per cui la Jamagne ha un orientamento sud-ovest/nord-est, eccezionale per i fiumi della regione. Poiché attraversa il paese di Gérardmer, il suo corso è stato in gram parte canalizzato e reso rettilineo. L’unico affluente di rilievo è la Basse des Rupts, lunga 4,6 km e proveniente da destra. A valle della frazione di Kichompré, la Jamagne finisce nella Vologne.